# 교도보병연대
교도보병연대(독일어: Lehr-Infanterie-Regiment)는 제1차 세계 대전 당시 독일 제국 육군의 보병연대 중 하나다.
1914년 8월 2일 독일 육군에 동원령이 내려지면서 교도보병대대가 연대로 확장되며 교도보병연대가 편성되었다. 편성되었을 당시 편제 및 동원된 중대의 원래 소속 부대는 다음과 같다.
- 제1, 3, 6, 11보병중대
  - 교도보병대대
- 제5, 7, 8보병중대
  - 보병사격학교(Infanterie-Schießschule)
- 제2, 4, 9, 10보병중대
  - 포츠담 부사관학교(Unteroffizierschule Potsdam), 총기시험위원회(Gewehr-Prüfungskommission), 근위병 예비군
- 제12보병중대
  - 교도보병대대, 보병사격학교, 총기시험위원회
- + 2개 기관총중대

교도보병연대는 근위수발총병연대와 함께 제6근위보병여단을 이루었고 근위예비군단 제3근위사단에 속했다. 이후 교도보병연대는 전쟁이 끝날 때까지 계속 제3근위사단에 속했으며, 1915년 5월 사단이 삼각사단이 된 뒤로도 그 소속을 유지했다.
근위예비군단은 슐리펜 계획의 프랑스-벨기에 침공 당시 우익을 맡은 제2군최고사령부에 속했다. 나뮈르를 함락시킨 직후 동부전선으로 돌려져 제8군최고사령부에 배속되었고 제1차 마수리아 호 전투, 우치 전투에 참여하고 카르파티아와 갈라치아에서 계속 싸우며 고를리체-타르노프 공세에 참여했다.
근위예비군단은 제3근위사단 본부와 함께 1916년 4월 서부전선으로 돌아왔고 샹파뉴 지역에서 참호전에 돌입했다. 1916년 7월 솜 전투에 참여했다. 1916년 9월 초에 다시 동부전선으로 갔다가 11월에 서부전선으로 돌아와 아라스 전투 및 파스샹달 전투에 참여했다. 1917년 11월 제1차 캉브레 전투 당시 연합군의 전차 돌격을 목격했다. 1918년 독일군이 춘계 공세를 개시할 때 동원되었고, 춘계 공세 실패 이후 프랑스군과 미군의 역공인 뫼즈-아르곤 공세에 맞서 싸웠다. 연합군 첩보 당국은 제3근위사단이 독일군 최고의 사단 중 하나라고 평가했다.
전쟁이 끝날 당시 교도보병연대는 서부전선 독일 황태자 군집단 제3군최고사령부 제25예비군단 제3근위사단에 속해 있었다. 전쟁 동안 전사한 장교는 103명, 부사관 및 사병은 5,463명이었다.

## 참고 문헌
- Busche, Hartwig (1998). 《Formationsgeschichte der Deutschen Infanterie im Ersten Weltkrieg (1914 bis 1918)》 (독일어). Institut für Preußische Historiographie.
- Cron, Hermann (2002). 《Imperial German Army 1914-18: Organisation, Structure, Orders-of-Battle [first published: 1937]》. Helion & Co. ISBN 1-874622-70-1.
- Ellis, John; Cox, Michael (1993). 《The World War I Databook》. Aurum Press Ltd. ISBN 1-85410-766-6.
- 《The German Forces in the Field; 7th Revision, 11th November 1918; Compiled by the General Staff, War Office》. Imperial War Museum, London and The Battery Press, Inc (1995). 1918. ISBN 1-870423-95-X.
- 《Histories of Two Hundred and Fifty-One Divisions of the German Army which Participated in the War (1914-1918), compiled from records of Intelligence section of the General Staff, American Expeditionary Forces, at General Headquarters, Chaumont, France 1919》. The London Stamp Exchange Ltd (1989). 1920. ISBN 0-948130-87-3.